# Walk Into Light
Walk Into Light è il primo lavoro da solista di Ian Anderson, leader della band progressive rock inglese dei Jethro Tull, pubblicato nel 1983.

## Il disco
Nel 1983 finalmente Ian Anderson riuscì nel suo intento di pubblicare un album solista nonostante si avvalga dell'indispensabile presenza del tastierista Peter-John Vettese.
Originariamente l'album A era stato pensato come un lavoro solista ma poi non fu così. L'album è dominato dall'elettronica: tastiere, sintetizzatori, sequencer, campionatori e la drum machine, tutti strumenti che verranno poi utilizzati l'anno successivo nell'album Under Wraps. Un lavoro in pieno stile anni ottanta.

## Formazione
- Ian Anderson - voce, flauto traverso, chitarra, basso
- Peter-John Vettese - tastiere

## Tracce
1. Fly by Night – 3:55
2. Made in England – 5:00
3. Walk into Light – 3:11
4. Trains – 3:21
5. End Game – 3:20
6. Black and White Television – 3:37
7. Toad in the Hole – 3:24
8. Looking for Eden – 3:43
9. User-Friendly – 4:03
10. Different Germany – 5:24